# Michael Ironside
Frederick "Michael" Reginald Ironside (nascut el 12 de febrer de 1950), és un actor i cineasta canadenc. Un actor de personatges destacat amb més de 270 crèdits de cinema i televisió, és conegut per interpretar a vilans i antiherois, però també ha interpretat personatges simpàtics. És conegut sobretot pels seus papers a pel·lícules de acció i ciència-ficció, i va tenir la seva gran actuació a la pel·lícula de David Cronenberg de 1981 Scanners.
Altres papers notables d'Ironside inclouen Overdog a Spacehunter: Adventures in the Forbidden Zone (1983), "Jester" a Top Gun (1986), Richter a Desafiament total (1990), i Rasczak a Starship Troopers: Les brigades de l'espai (1997). La seva veu profunda característica ha estat utilitzada a diversos programes de televisió de videojocs i animació, sobretot com Sam Fisher a la franquícia Tom Clancy's Splinter Cell.
És quatre vegades nominat als Premis Gemini, un Premi Genie i un Canadian Film Award.

## Primers anys
Frederick Reginald Ironside va néixer a Toronto el 12 de febrer de 1950, fill de la mestressa de casa Patricia June (née Passmore) i del tècnic d'enllumenat públic Robert Walter Ironside. Té quatre germans i és d'ascendència anglesa, irlandesa i escocesa. Va assistir a l'Ontario College of Art a Toronto. Als 15 anys, va escriure una obra de teatre anomenada The Shelter, que va guanyar el primer premi en un concurs universitari. També va guanyar el premi d'escriptura de l'últim any al Riverdale Collegiate Institute el 1968.

## Carrera
Un dels primers papers d'Ironside va ser el del malvat telèpata Darryl Revok a Scanners (1981), una de les primeres pel·lícules de David Cronenberg. Va interpretar el paper d'un assassí en sèrie, Colt Hawker, a la pel·lícula slasher Visiting Hours (1982) i va aparèixer el 1983 com Miler Crane a The A-Team episodi "Taxicab Wars" així com Overdog McNab a Spacehunter: Adventures in the Forbidden Zone.
El paper revolucionari d'Ironside va ser el de l'antiheroi cínic Ham Tyler a la minisèrie de televisió V: The Final Battle i la seva següent sèrie de 19 episodis (1984). També és conegut pels seus papers a Top Gun (1986) com a Tinent Comandant Rick "Jester" Heatherly, Suprem perjudici (1987) com el major Paul Hackett, Watchers (1988) com un assassí mutant sense consciència i Desafiament total (1990) com a Richter, el sequaç assassí del vilà de Ronny Cox, Cohaagen. Ironside va interpretar el malvat general Katana a la seqüela de ciència-ficció Els immortals 2: El desafiament (1991) i, després d'un breu pas a ER' La temporada inaugural, va ser seleccionat per substituir Roy Scheider com a capità del submarí d'alta tecnologia seaQuest a la tercera temporada de seaQuest DSV com a capità Oliver Hudson. No obstant això, NBC va cancel·lar la sèrie després de només tretze episodis amb Ironside com a estrella. El 1992, va protagonitzar com a germà de M. Emmet Walsh al thriller de David Winning Killer Image. El 1993, va interpretar a Dial, el principal antagonista d'Allibereu Willy. El 1994, Ironside va interpretar Luck Hatcher al western Dead Man's Revenge. El 1995, Ironside va fer un breu cameo com el tinent coronel Stone a Major Payne. El 1997, Ironside es va reunir amb el director de Total Recall Paul Verhoeven per a Starship Troopers: Les brigades de l'espai. Va aparèixer a La tempesta perfecta (2000) i El maquinista (2004). Va protagonitzar la pel·lícula Chaindance com un lladre de poca monta, que estava emparellat amb un home discapacitat. Ironside va interpretar el general de la Resistència Hugh Ashdown a Terminator Salvation, es va reunir amb el seu coprotagonista d'El maquinista, Christian Bale. El 2003, Ironside va protagonitzar l'episodi 20 de la temporada 3 ("Twilight of the Idols") de Andromeda.
Ironside va fer la veu del vilà de còmics Darkseid a l'DC Animated Universe, incloent Superman: The Animated Series, Justice League  i Justice League Unlimited. Més tard va repetir el paper al videojoc Lego DC Supervillains del 2018 i a la sèrie web DC Universe/HBO Max 2020 Harley Quinn. En un episodi de The New Batman Adventures, va donar la veu a Batman en una seqüència de Batman: The Dark Knight Returns. Un altre paper que va jugar a l'univers de DC Comics va ser el pare de Lois Lane, el general Sam Lane en tres episodis de Smallville.
Ironside ha treballat en videojocs com a veu del personatge Sam Fisher als jocs Tom Clancy's Splinter Cell i Jack Granger a Command & Conquer 3: Tiberium Wars. Va signar un acord de cinc anys per interpretar el capità Jonas Trager a la sèrie de ciència-ficció de SpaceWorks Television, Ice Planet, però el programa no es va produir.
El 2009, va protagonitzar The Beacon sota la direcció de Michael Stokes.
El 2010, Ironside va protagonitzar l'episodi 1 de la temporada 4 ("Friends and Enemies") de Burn Notice.
El 2011, Ironside va aparèixer a la pel·lícula: X-Men: First Class, interpretant al capità de la 7a flota. Va aparèixer a Justified fent un paper secundari com a sicari de Detroit l'any següent. També va donar veu al paper d'Ultra Magnus a la temporada 3 de la sèrie de televisió Transformers Prime Beast Hunters el 2013.
Ironside va aparèixer a la sèrie de televisió Walker, Texas Ranger com a 'The Chairman'. El 2015, va aparèixer a la sèrie de televisió The Flash com a Lewis Snart, el pare de Captain Cold. També el 2015, va protagonitzar el principal vilà Zeus a la pel·lícula de culte Turbo Kid.
El 2016, va interpretar el general Douglas MacArthur a la minisèrie de 4 parts Tokyo Trial. El 2018, va interpretar a J. P. Morgan en 4 episodis de TNT The Alienist. El 2021, va interpretar a Eddie Williams, el sogre i cap de Hutch Mansell a la pel·lícula Nobody. El 2022, va interpretar a Don Lucas a la minisèrie de Hulu The Dropout.

## Vida personal
Ironside es va casar amb Karen Dinwiddie el 1986. Tenen una filla junts (nascut el 1998) i ell té una altra filla d'un matrimoni anterior. Ironside ha sobreviscut al càncer d'intestí, pròstata i tiroide.